# Cantone di Cayres
Il Cantone di Cayres era una divisione amministrativa dell'Arrondissement di Le Puy-en-Velay.
A seguito della riforma approvata con decreto del 17 febbraio 2014, che ha avuto attuazione dopo le elezioni dipartimentali del 2015, è stato soppresso.

## Composizione
Comprendeva 8 comuni:
- Alleyras (parte del comune)
- Le Bouchet-Saint-Nicolas
- Cayres
- Costaros
- Ouides
- Saint-Didier-d'Allier
- Saint-Jean-Lachalm
- Séneujols